# Beaverdell Range
Die Beaverdell Range ist eine Gebirgskette im Okanagan Highland in der kanadischen Provinz British Columbia. Sie liegt im Süden des British Columbia Interior zwischen dem West Kettle River und dem Kettle River und verläuft fast genau südlich des Big White Mountain, ihres höchsten Gipfels und des höchsten Berges im Okanagan Highland, nahe dem Oberlauf der genannten Flüsse.
Die Beaverdell Range wurde nach der Gemeinde Beaverdell benannt, welche an ihrer Südwestflanke etwa mittig am West Kettle River liegt. Hier verlief auch die Trasse der Kettle Valley Railway, die heute als Teil des Trans Canada Trail als Wanderweg dient.
Der Gebirgszug ist von erheblicher mineralogischer Bedeutung und für seine Uran-Lagerstätten bekannt, für welche die Provinz British Columbia ein langjähriges Moratorium erlassen hat. Die Einwohner des Gebietes lehnen den Uranabbau ab, obwohl die Region mit mehreren kleineren Goldräuschen in Zusammenhang steht.